# Округ Вандербург (Индијана)
Вандербург (енгл. Vanderburgh County) је округ у америчкој савезној држави Индијана.

## Демографија
По попису из 2010. године број становника је 179.703, што је 7.781 (4,5%) становника више него 2000. године.
| Група             | 2000.           | 2010.           |
| Белци             | 152.547 (88,7%) | 153.080 (85,2%) |
| Афроамериканци    | 14.078 (8,2%)   | 16.347 (9,1%)   |
| Азијати           | 1.296 (0,8%)    | 2.003 (1,1%)    |
| Хиспаноамериканци | 1.679 (1,0%)    | 3.873 (2,2%)    |
| Укупно            | 171.922         | 179.703         |